# シティタワーグラン天王寺

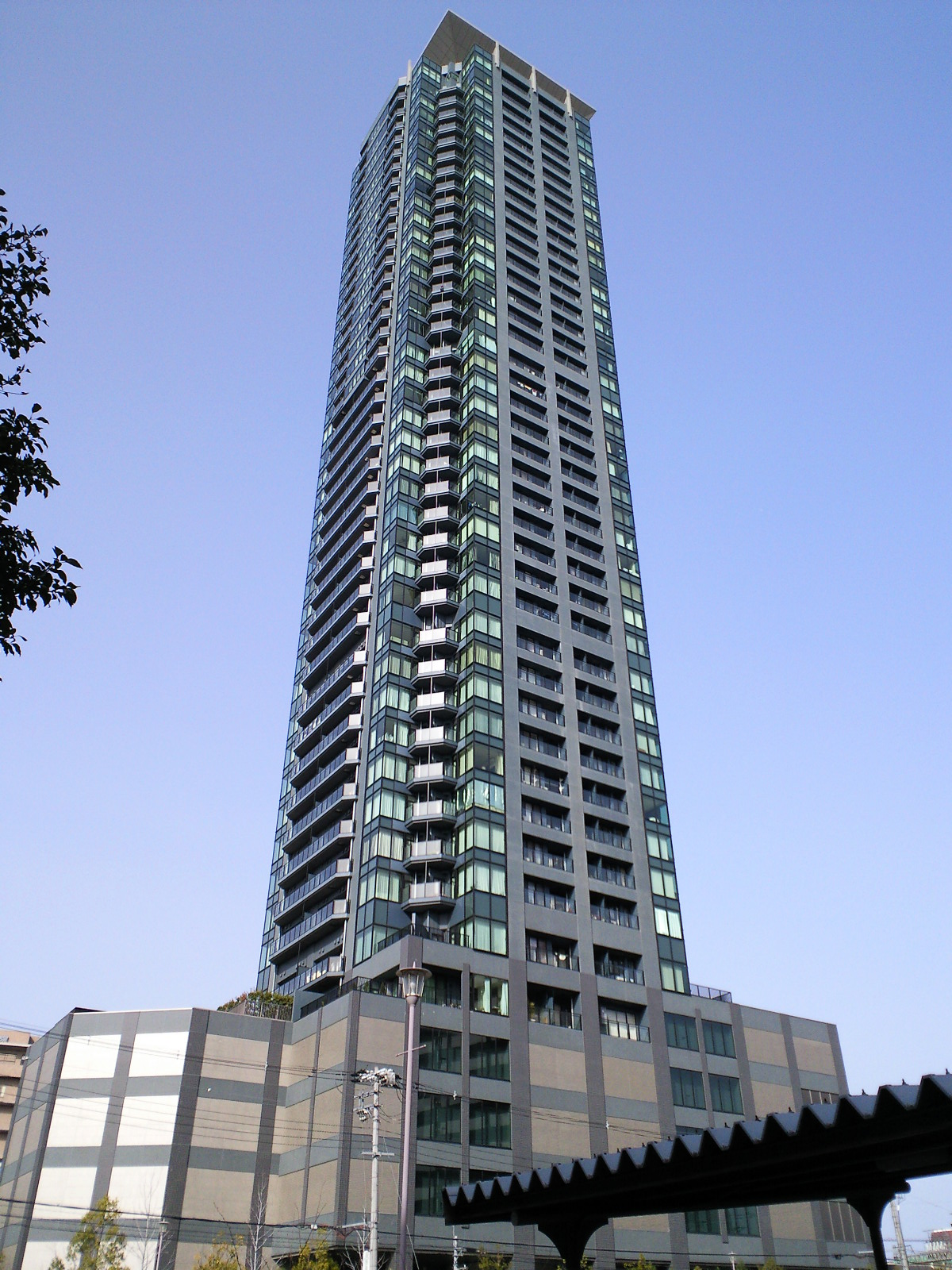
シティタワーグラン天王寺

シティタワーグラン天王寺（シティタワーグランてんのうじ）は、大阪府大阪市阿倍野区松崎町二丁目にある超高層マンションである。

## 概要
建物は天王寺・阿倍野地区周辺ではあべのハルカスが完成するまで最も高い超高層ビル、かつ超高層マンションであり、2004年（平成16年）に着工され、2007年（平成19年）2月に竣工した。
外観には「ガラスカーテンウォール」という、窓ガラスと一体となった外壁を使用することにより全体がガラスで覆われているかのようなデザインが採用されており、2007年度のグッドデザイン賞を受賞している。また、このマンションは、同年度の関西照明技術普及会賞も受賞している。

### 構造
- 地上： 43階
- 地下： 1階
- 敷地： 3,593.04m2
- 戸数： 246戸
- 高さ： 161.775m
- 構造： RC造

### 建築・施工
- 建築主： ジェイアール西日本不動産開発・住友不動産
- 設計者： 浅井謙建築研究所株式会社
- ランドスケープ： 鳳コンサルタント環境デザイン研究所
- 施工者： 奥村組・大鉄工業JV